# Pośrednia Świstowa Turnia
Pośrednia Świstowa Turnia (słow. Prostredná Svišťová veža) – turnia znajdująca się w grani Świstowych Turni (fragmencie Świstowej Grani) w słowackiej części Tatr Wysokich. Od Wielkiej Świstowej Turni oddzielona jest siodłem Pośredniej Świstowej Ławki, a od Wysokiej Świstowej Turni siodłem Średniej Przełęczy. Pośrednia Świstowa Turnia, podobnie jak okoliczne obiekty, jest wyłączona z ruchu turystycznego, a na jej wierzchołek mają dostęp jedynie taternicy.
Pośrednia Świstowa Turnia stanowi środkową z pięciu Świstowych Turni. W stronę Doliny Świstowej opada ona skalnym blokiem szczytowym, który poniżej wierzchołka zmienia się w trawiasto-skaliste zbocze. Północno-wschodnia ściana opada w kierunku doliny Rówienki i ma około 200 m wysokości. Podane poniżej pierwsze wejście zimowe na jej wierzchołek nie jest pewne, gdyż nie wiadomo, od którego miejsca Jan Červinka i František Pašta zaczęli przechodzić grań Świstowych Turni.

## Historia
Pierwsze wejścia turystyczne:
- Władysław Kulczyński junior, Mieczysław Świerz i Tadeusz Świerz, 6 sierpnia 1908 r. – letnie,
- Jan Červinka i František Pašta, przy przejściu granią, 6 grudnia 1954 r. – zimowe.